# Petroleros de Cienfuegos
Petroleros de Cienfuegos est un club cubain de baseball fondé en 1926 et dissous en 1961. Le club basé à Cienfuegos est d'abord connu sous le nom d'Elefantes de Cienfuegos puis de Petroleros de Cienfuegos. Il compte cinq titres de Champion de Cuba et deux Séries des Caraïbes.

## Palmarès
- Champion de Cuba (5) : 1929-30, 1945-46, 1955-56, 1959-60,1960-61
- Série des Caraïbes (2) : 1956, 1960